# Danze sinfoniche (Rachmaninov)
Le Danze Sinfoniche, Op. 45 sono una suite per orchestra composta da Sergej Vasil'evič Rachmaninov nel 1940. Furono l'ultimo lavoro del compositore.

## Storia della composizione
Rachmaninov compose le Danze sinfoniche negli Stati Uniti, dove si era trasferito sin dal 1918, nella sua residenza a Centerport (New York), affacciata sul Long Island Sound, nella seconda metà del 1940, quattro anni dopo la sua terza sinfonia. Inizialmente il compositore aveva pensato al nome di Danze fantastiche, con i tre movimenti intitolati Mezzogiorno, Crepuscolo e Mezzanotte, ma poi preferì inserire al loro posto le indicazioni di tempo. Alla fine del manoscritto della partitura Rachmaninov scrisse: "I Thank Thee, Lord." (Ti ringrazio, Signore.). La partitura fu dedicata dall'autore all’orchestra di Filadelfia ed al suo direttore Eugene Ormandy, che eseguirono le Danze sinfoniche per la prima volta il 3 gennaio 1941.

## Struttura della composizione
Gli studiosi suddividono l’attività creativa di Rachmaninov in due periodi, la cui linea di demarcazione è rappresentata dal definitivo abbandono della sua patria Russia, per trasferirsi dapprima in Europa e successivamente negli Stati Uniti d’America. Le Danze sinfoniche fanno parte del secondo periodo e, al pari della terza sinfonia, possono essere considerate come il risultato del tentativo da parte del compositore russo di percorrere nuovi sentieri musicali; anche in esse, infatti, si avvertono «un vigore ritmico, una pungente fragranza di armonie ed un uso più economico e differenziato dell’orchestra, con particolare attenzione agli strumenti a percussione e alle qualità individuali degli strumenti solisti». Degno di nota, ad esempio, è l'uso del sassofono contralto come strumento solista, probabilmente suggerito a Rachmaninov dal compositore ed arrangiatore americano Robert Russell Bennett. Tuttavia, nelle Danze sono ben percepibili anche la nostalgia del compositore per la Russia che aveva conosciuto, ed il fascino che i canti ecclesiastici ortodossi avevano sempre esercitato su di lui. Come nella terza sinfonia, anche nelle Danze sinfoniche è notevole l’impegno del compositore a scrivere un brano in grado di esaltare le qualità virtuosistiche delle varie sezioni orchestrali. Nei tre movimenti che le compongono sono incluse molte citazioni da precedenti lavori di Rachmaninov, come evidenziato in seguito.

### Non allegro, in do minore
Il tema di apertura di tre note, introdotto piano, ma presto rinforzato con pesanti accordi in staccato, dà al primo movimento buona parte della sua vitalità ritmica, ed è una reminiscenza del tema della zarina di Šemacha nell'opera di Nikolaj Rimskij-Korsakov Il gallo d'oro, che fu l'unica musica di un altro compositore che Rachmaninov portò con sé nel lasciare la Russia nel 1917. Nella parte finale è invece presente una citazione del primo tema della sinfonia n. 1, all'epoca considerata perduta: qui la triste melodia originale, derivata da temi tipici della musica religiosa russa, viene trasfigurata in un motivo dal tono di dolce rassegnazione, quasi che il trascorrere del tempo avesse smorzato il ricordo dell’insuccesso della prima esecuzione di quel lavoro che tanto aveva amareggiato Rachmaninov.

### Andante con moto. Tempo di Valse, in sol minore
Il secondo movimento, malgrado l’indicazione della misura 6/8, è un valzer, inteso però non come una spensierata danza viennese, ma piuttosto come una musica più malinconica e pensosa.

### Lento assai – Allegro vivace – Lento assai. Come prima – Allegro vivace, in re maggiore
Nel movimento finale Rachmaninov trae l’ispirazione tematica da due sue fonti predilette: la melodia del Dies Irae e la salmodia russa ortodossa, in particolare Благословенъ еси, Господи. (Sia benedetto il Signore), che il compositore aveva utilizzato anche nella sua Veglia Notturna del 1915.

## Arrangiamenti
Rachmaninov scrisse un arrangiamento per due pianoforti delle Danze sinfoniche (Op. 45b) assieme alla partitura orchestrale, la cui prima esecuzione ebbe luogo nell'agosto del 1942 ad una festa privata a Beverly Hills, da parte del compositore stesso e di Vladimir Horowitz.
Inoltre, il compositore aveva in mente di ricavare anche un balletto dalla sua ultima opera, e lo propose al coreografo russo Michel Fokine, che ne fu entusiasta; il progetto tuttavia sfumò a causa della morte di Fokine nell'agosto del 1942.